# Linda (film 1981)
Linda (Die nackten Superhexen vom Rio Amore) è un film del 1981 diretto da Jesús Franco.

## Trama
La giovane tedesca Betsy, innamoratasi del bel Ron, viene tenuta prigioniera in un bordello dalla crudele rivale Sheila. Anche sua sorella Linda, appena tornata dal monastero viene subito coinvolta in una relazione a tre con un giovane e la sua ragazza.

## Produzione
Il film è una co-produzione tedesco spagnola.

## Distribuzione
Il film fu distribuito in Italia nel 1983 con il divieto per i minori di anni 18.
Nel 2012 il lungometraggio è stato rilasciato in formato DVD.

## Critica
"Una storia stupida come il titolo; Ciò che viene offerto non è erotismo, ma piuttosto una soporifera rivista di numeri", scrive il Lexikon des internationalen Films.